# روي إيفانز
روي كوينتن إيتشلن إيفانز Roy Evans، من مواليد 4 أكتوبر 1948 في بوتل في إنجلترا، لاعب كرة قدم إنجليزي سابق، ومدرب كرة قدم إنجليزي سابق.
بدأ مسيرته الكروية مع نادي ليفربول في عام 1965، ولعب معهم حتى عام 1974، وشارك معهم في 9 مباريات، وفي عام 1973 أعير إلى نادي فيلاديلفيا أتومز الأمريكي، ولعب معهم 19 مباراة وسجل هدفين.
و قد درب نادي ليفربول منذ عام 1994 وحتى عام 1998، وفي عام 2001 درب نادي سويندون تاون.

## روابط خارجية
- روي إيفانز على موقع ميوزك برينز (الإنجليزية)
- روي إيفانز على موقع قاعدة بيانات كرة القدم.إي يو (الإنجليزية)
- روي إيفانز على موقع Soccerbase.com (مدرب) (الإنجليزية)
- روي إيفانز على موقع عالم كرة القدم.نت (الإنجليزية)